# Gagrellula cuprilucens
Gagrellula cuprilucens is een hooiwagen uit de familie Sclerosomatidae.